# Снажни старац (Стратис)
 Снажни старац  (грч. Ἰφιγέρων), комедија аутора Стратиса, који је био  старогрчки комедиограф и стварао у оквиру старе атичке комедије.